# Lei de Hofstadter
A chamada lei de Hofstadter é uma ironia em administração que afirma:
| “ | É sempre necessário mais tempo que o previsto, mesmo quando se leva em conta a lei de Hofstadter. | ” |

No original, em inglês: "It always takes longer than you expect, even when you take into account Hofstadter's Law."
Ou seja, mesmo quando se considera um determinado período de tempo para alguma tarefa, e se acrescenta um determinado acréscimo por segurança, ainda assim, se levará mais tempo que o previsto.
Foi cunhada por Douglas Hofstadter e faz parte de seu livro de 1979 Gödel, Escher, Bach: An Eternal Golden Braid.